# Jan Lundgren (volleybollspelare)
Jan Lundgren, född 24 maj 1946, är en volleybollspelare (passare). Han spelade 166 landskamper med landslaget. På klubbnivå spelade han med Lidingö SK under hela sin karriär och vann med dem 14 raka SM-guld.